# Staša Fleischmannová
Staša Fleischmannová, rodným jménem Stanislava Jílovská (24. září 1919 Praha – 30. ledna 2020 Praha) byla česká fotografka a autorka vzpomínkové literatury.

## Život
Narodila se jako jedno z dvojčat manželům Jílovským. Jejich otcem byl kabaretiér a redaktor Rudolf Jílovský, matkou novinářka Staša Jílovská. Jejím dvojčetem pak byla sestra Olga.
Spolu se sestrou vystudovala Státní grafickou školu u profesorů Jaromíra Funkeho a Josefa Ehma. Sestry společně založily v roce 1939 fotografický ateliér Fotografie OKO, jehož vznik podpořili finančně jejich otec i tehdejší partner jejich matky Adolf Hoffmeister.
V roce 1940 se vdala za Bedřicha Sterna. Manželům se narodil syn Jan (29. 6. 1942 - 2. 7. 2008). Když mu bylo osm měsíců, byl Bedřich Stern odvlečen do koncentračního tábora. V roce 1943 zahynul v koncentračním táboře Osvětim.
V roce 1946 se vdala podruhé za spisovatele a diplomata Ivo Fleischmanna. V roce 1969 emigrovali manželé do Francie. Zde se v 70. letech začala opět věnovat volné fotografické tvorbě. Od roku 1982 vystavovala.

## Výstavy
- 2006 Odsud někam, odněkud sem : Staša Fleischmannová, Jaromír E. Brabenec, Jiří Ladocha, Karel Trinkewitz, Praha, Galerie Smečky
- 2011 Staša Jílovská Fleischmannová : koláže a fotografie, Praha, Knihovna Libri prohibiti, 6. 1. – 1. 2. 2011[2]
- 2015 FOTO OKO : Staša Fleischmannová, Olga Housková, Praha, Leica Gallery, kurátor: Josef Moucha, 10. 4. – 14. 6. 2015[3]

## Spisy
- FLEISCHMANNOVÁ, Staša. Vrstvami. 1. vyd. Praha: Torst, 2014. 220 s. ISBN 978-80-7215-471-5.